# Yamaha CS1x
De Yamaha CS1x is een digitale synthesizer die door Yamaha van 1996 tot 1999 werd gemaakt. De CS1x werd in 1999 opgevolgd door de CS2x.

## Beschrijving
De CS1x speelde in op de trend van dance- en trancemuziek eind jaren 90 en biedt naast AWM2-synthese ook XG-klanken. Het is mogelijk om met draaiknoppen op het voorpaneel de klank direct aan te passen. Er zijn twee knoppen met een vrij toewijsbare functie, en men kan met de scene-functie een overgang creëren tussen twee klanken. Er is een polyfonie van 32 stemmen en een arpeggiator met 30 patronen.
De synthesizer heeft 128 presetklanken en 128 klanken die ingesteld kunnen worden door de gebruiker. Daarnaast zijn er 480 XG-klanken. Het instrument heeft 16 multitimbrale kanalen, 12 kanalen via MIDI en 4 aanvullend. Het klavier heeft 61 toetsen en is aanslaggevoelig. De CS1x gebruikt dezelfde behuizing als de Yamaha CS2x en AN1x met de schuine hoek. In tegenstelling tot de Yamaha CS6x, is er van de CS1x en CS2x nooit een moduleversie geproduceerd.
Bekende muzikanten die de CS1x hebben gebruikt zijn onder meer Underworld, Boards of Canada en Jamiroquai.

## Specificaties
- 61 toetsen, niet-gewogen
- 4,5 MB Wave-ROM met AWM2-klanken
- Multi Mode: 480 klanken in XG-modus
- Performance-mode: 128 preset en 128 gebruiker
- 21 drumkits
- Arpeggiator met 30 patronen
- 6 draaiknoppen voor real-time klankcontrole
- scenegeheugen, voor overgangen tussen twee draaiknopposities
- effectprocessor (11 galm, 11 chorus en 43 variaties)
- Stereoingang om lijnaudio te mixen met klanken
- To Host seriële computerinterface
- Verlicht lcd-scherm met vaste indeling
- Afmetingen: 976 mm × 285 mm × 103 mm (l × b × h)
- Gewicht: 5,7 kg